# GN-z11
GN-z11은 큰곰자리에서 발견된 적색편이가 매우 큰 은하이다. 이 발견은 PA 외시(PA Oesch)와 코즈믹 돈 센터(Cosmic Dawn Center)의 가브리엘 브래머(Gabriel Brammer)를 저자로 하는 논문에서 발표되었다. GN-z11은 현재 관측 가능한 우주 내에서 가장 오래되고 가장 먼 거리의 은하로 알려져 있다. 이 은하의 분광 적색 편이 값으로 z = 11.09를 가지는데 이는 고유거리로 약 320억 광년(98억 파섹)에 해당한다.

## 역사
이 천체의 이름 GN-z11은 GOODS-노스 필드(GOODS-North Field) 은하계에 속하는 위치(GN)와 높은 우주론적 적색편이 값(z=11)에서 비롯되었다. 지금으로부터 134억년 전인 대폭발 이후 겨우 4억 년이 지난 시점에 존재한 것으로 관측된다. 이 때문에 은하까지의 거리를 광행거리(light travel distance) 값인 134억광년으로 잘못 보고하기도 한다.

## 측정
이 은하는 매우 높은 적색편이를 가지고 있어서 그 각지름 거리가 이 은하보다 더 낮은 적색편이를 가진 다른 은하보다 작은 값을 가진다. 이는 광년 단위 크기에 대한 각 크기의 비 값이 더 크다는 것을 의미한다.

## 발견

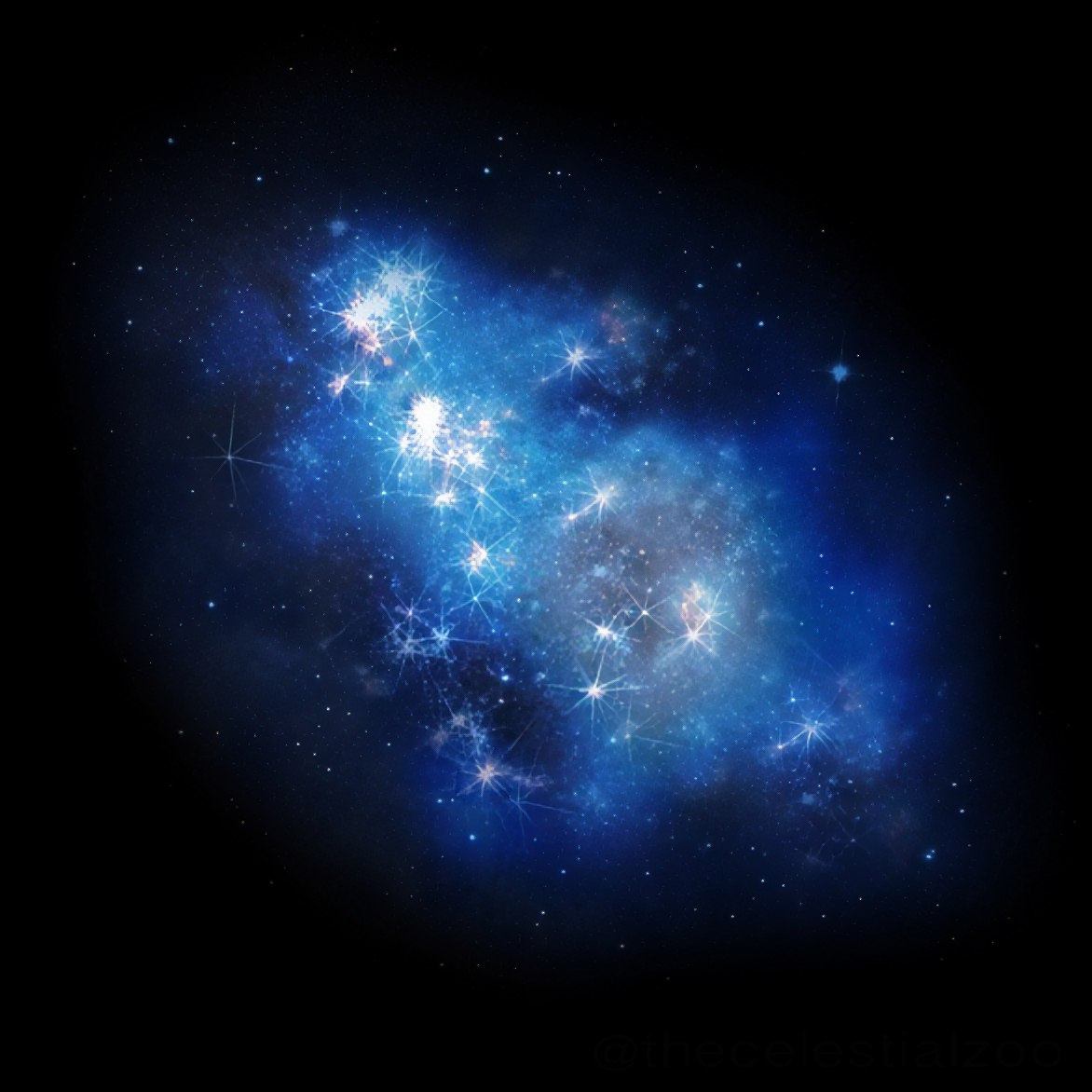
미술가에 의한 GN-z11 은하의 개념도

이 은하는 허블 우주 망원경의 '우주 조립 근적외선 심층 외은하 유산 조사' (CANDELS)와 스피처 우주 망원경의 '대천문대 기원 심층 조사-북측' (GOODS-North)의 데이터를 연구하는 팀에 의해 발견되었다. 연구팀은 허블의 '광시야 카메라 3'을 이용해 GN-z11까지의 거리를 분광학적으로 측정하여 우주 팽창에 따른 적색편이를 측정했다. 2016년 3월에 발표된 이 발견에 따르면 은하가 원래 생각했던 것보다 훨씬 더 멀리 허블 망원경이 관측할 수 있는 한계 거리에 있다는 점이 밝혀졌다. GN-z11은 종전의 기록 보유자인 EGSY8p7 보다 약 1억 5,000만 년 더 오래된 천체로서 "이른바 우주 암흑기의 종말에 매우 근접한 시기의" 직후이며 재이온화 시대가 "시작한 직후의" 시기 동안의 것으로 관측되었다.
GN-z11은 우리은하에 비해 1⁄25 크기이고 질량의 1%이며 약 20배 빠른 속도로 새로운 별을 형성하고 있다. 4천만 년으로 추정되는 항성의 나이를 감안할 때 이 은하는 상대적으로 빠르게 별을 형성한 것으로 보인다. 최초의 별이 형성되기 시작한 직후에 이렇게 거대한 은하가 존재한다는 사실은 은하 형성에 대한 현재의 일부 이론 모델에 대한 도전이다.

## 같이 보기
- 최원거리 천체 목록

### 내용주
1. ↑   1광년이 1년동안 빛이 이동하는 거리이고 빛의 속도보다 빠르게 이동할 수 있는 것은 없으므로, 얼핏 보면 나이가 138억년에 불과한 우주에서 320억 광년이라는 거리는 불가능하게 먼 것으로 보일 수 있다. 그러나 빛이 방출될 당시 GN-z11과 우리 은하 사이의 거리인 26억 6천만 광년이 우주의 팽창으로 인해  (z+1)=12.1배 증가하여  빛이 우리에게 도달하는 134억 년 동안 322억 광년의 거리로 증가하였다. 관측 가능한 우주의 크기, 관측 가능한 우주의 크기에 대한 오해, 팽창하는 공간에서의 거리 측정 및 고무줄 위의 개미 기사 참조.